# چارلز شارف
چارلز شارف (انگلیسی: Charles Scharf) (زاده ۱۹۶۶) کارآفرین، بانکدار و مدیر ارشد اجرایی آمریکایی است، که اکنون به‌عنوان مدیر عامل شرکت ویزا کارت فعالیت می‌نماید. وی از اعضای هیئت مدیره شرکت مایکروسافت و بانک جی‌پی مورگان چیس نیز می‌باشد.